# Culicoides immaculatus
Culicoides immaculatus är en tvåvingeart som beskrevs av Lee och Reye 1953. Culicoides immaculatus ingår i släktet Culicoides och familjen svidknott. Inga underarter finns listade i Catalogue of Life.